# 久友
久友（幼名及繁殖名：久友），是日本純種競賽馬匹。生涯活躍於中長途賽事，曾勝出1937年東京優駿大競走，成為首匹勝出此賽事的雌馬，其後亦在1938年的秋季帝室御賞典中取勝。然而由於在晚年成為繁殖雌馬後再度復出競賽，最終在比賽後心肌梗死死亡，因而亦被稱為「悲劇的名雌」（悲劇の名牝）。

## 出賽前
1934年4月23日出生在戰前日本育馬者兩大巨頭之一、位於千葉縣遠山村（今成田市）下總御料牧場。
於出生後，根據牧場的習慣以代表出生年份的字及代表母系的字，被給予久友這個幼名。
而在成長途中，其被經營海運業的馬主宮崎信太郎購入。
其後繼續沿用久友作為競賽馬匹註冊名，同時交由阪神競馬場練馬師中島時一訓練。

## 競賽生涯

### 4歲（現3歲）
1937年3月28日出戰中山競馬場新呼馬戰，由當時兼任騎師的練馬師中島時一策騎。比賽開始後，其保持在不俗的位置，然而最後未能壓制對手下取得第三。
僅6日後再度出戰新呼馬戰，本次比賽以輕鬆的姿態保持節奏，最終成功衝出下取得首勝。
1星期後繼續出戰新呼馬優勝戰，在途中力退各對手，最終成功以破當時日本草地2200米跑道紀錄的2分21.4秒取得勝利。
其後出戰新古呼馬戰作為熱身，比賽途中一直保持在有利的位置，最終僅敗於擅長爛地的Manazuru取得第二。
4月29日以東京優駿大競走作為大目標，由於比賽當日由於General受到矚目，久友最終僅為第四人氣，比賽開始後，其在先頭位置展開推進，在第二彎道處經已取得領先，並一直帶領馬群前進。進入直路後，其繼續保持在前方位置一直衝刺，最終力拒Sunderland的來襲取得首個五大競走賽事優勝。憑借是次勝利，其不僅將1933年兜山創造的賽事紀錄大幅推前8.8秒，同時成為首匹勝出此賽事的牝馬。另外，是次賽事的二馬Sunderland亦同樣為雌馬，雌馬包辦頭兩名的紀錄至今仍然未被復刻。
完成以上賽事後進入休養其，在10月復出出戰賽事，但受到呼吸系統疾病影響下僅能在首戰古呼馬特殊讓賽取得第四。
其後繼續挑戰其他賽事，但均未能取得勝利。

### 5歲（現4歲）
1938年1月在所屬的關西地區復出，雖然首兩戰未能取得優秀的戰績，但在5月9日的古呼馬牝馬戰中成功脱穎而出，結束七連敗的戰績。
5月15日選擇出戰春季帝室御賞典，但在比賽途中未能保持穩定的走勢，最終以第三作結。
1個星期後選擇以古呼馬優勝戰作為下一個目標，跑出優秀的狀態下成功取得勝利
完成以上賽事後，其再度移師關東地區作賽，在古呼馬戰、5歲馬特別及中均能取得勝利，成功斬獲一波四連勝。
稍為休養過後在秋季以古呼馬作為熱身戰，縱然需要在賽事中背負高達70公斤的負磅，但仍然以1 1/2馬位優勢戰勝當年京都農林省賞典四歲呼馬冠軍Tetsumon取勝。
其後挑戰橫濱農林省賞典四五歲呼馬，本次比賽繼續展現優秀的韌力，最終以頸位優勢擊退Sugenuma取得勝利。
10月30日出戰5歲馬特別，由於主戰騎師中島早前出現受傷而改由大久保房松策騎，但最終未能將對手追過下僅跑獲第三。
11月3日出戰秋季帝室御賞典，本次比賽換回中島策騎下，一直在有利位置推進，最終直路一衝而出下成功拋離眾多對手，以10馬位以上的大差優勢取得勝利。
其後繼續在各項賽事中出戰，在四場賽事中取得三冠一亞的優秀戰績，同時亦勝出退役戰京都四五歲牝馬特別，為生涯畫上完美句號。

### 詳細賽績
| 日期       | 舉辦國家 | 馬場 | 距離   | 級別     | 賽事名稱                 | 負重 | 騎師       | 馬號 | 出馬 | 名次 | 時間     | 頭馬（二馬）      |
| ---------- | -------- | ---- | ------ | -------- | ------------------------ | ---- | ---------- | ---- | ---- | ---- | -------- | ----------------- |
| 28/3/1937  | 日本     | 中山 | 草1800 |          | 新呼馬                   | 53   | 中島時一   | 3    | 1    | 3    | 記錄缺失 | Azimuth           |
| 3/4/1937   | 日本     | 中山 | 草2000 |          | 新呼馬                   | 53   | 中島時一   | 4    | 2    | 1    | 2:09.1   | （Tsubakurodake） |
| 11/4/1937  | 日本     | 中山 | 草2200 |          | 新呼馬優勝               | 53   | 中島時一   | 4    | 3    | 1    | 2:21.4   | （Happy Might）   |
| 25/4/1937  | 日本     | 東京 | 草1800 |          | 新古呼馬                 | 55   | 中島時一   | 10   | 3    | 2    | 記錄缺失 | Manazuru          |
| 29/4/1937  | 日本     | 東京 | 草2400 | 五大競走 | 東京優駿大競走           | 53   | 中島時一   | 17   | 4    | 1    | 2:33.3   | （Sunderland）    |
| 9/10/1937  | 日本     | 中山 | 草2200 |          | 古呼馬特殊讓賽           | 60   | 中島時一   | 12   | 2    | 4    | 記錄缺失 | Fair Mor          |
| 17/10/1937 | 日本     | 中山 | 草2400 | 重賞     | 中山四歲特別             | 59.5 | 中島時一   | 7    | 2    | 5    | 記錄缺失 | Fair Mor          |
| 21/11/1937 | 日本     | 东京 | 草2300 |          | 新古呼馬特殊讓賽         | 60   | 中島時一   | 7    | 2    | 5    | 記錄缺失 | McQueens          |
| 23/11/1937 | 日本     | 东京 | 草3200 |          | 秋季東京農林省賞典       | 55   | 中島時一   | 7    | 2    | 2    | 記錄缺失 | Happy Might       |
| 3/12/1937  | 日本     | 东京 | 草2600 | 重賞     | 秋季帝室御賞典           | 54   | 中島時一   | 8    | 2    | 3    | 記錄缺失 | Happy Might       |
| 14/1/1938  | 日本     | 京都 | 草3200 |          | 春季農林省賞典牝馬       | 56   | 中島時一   | 4    | 2    | 3    | 記錄缺失 | Gull Mor          |
| 7/5/1938   | 日本     | 阪神 | 草2200 |          | 古呼馬特殊讓賽           | 59   | 中島時一   | 6    | 3    | 4    | 記錄缺失 | Tsubakurodake     |
| 9/5/1938   | 日本     | 阪神 | 草2000 |          | 古呼馬                   | 53   | 中島時一   | 5    | 1    | 1    | 2:39.4   | （Namitomi）      |
| 15/5/1938  | 日本     | 阪神 | 草2700 | 重賞     | 春季帝室御賞典           | 56   | 中島時一   | 7    | 2    | 3    | 記錄缺失 | Hase Park         |
| 22/5/1938  | 日本     | 阪神 | 草2700 |          | 古呼馬優勝               | 60   | 中島時一   | 5    | 1    | 1    | 2:54.0   | （S Den）         |
| 29/5/1938  | 日本     | 东京 | 草2300 |          | 古呼馬                   | 65   | 中島時一   | 10   | 1    | 1    | 2:28.0   | （Gunka）         |
| 3/6/1938   | 日本     | 东京 | 草2400 |          | 5歲馬特別                | 68   | 中島時一   | 7    | 1    | 1    | 2:33.3   | （Fair Mor）      |
| 5/6/1938   | 日本     | 东京 | 草2600 |          | 古呼馬優勝               | 68   | 中島時一   | 4    | 1    | 1    | 2:47.1   | （Fair Mor）      |
| 8/10/1938  | 日本     | 横滨 | 草2200 |          | 古呼馬                   | 70   | 中島時一   | 7    | 1    | 1    | 2:23.2   | （Tetsumon）      |
| 17/10/1938 | 日本     | 横滨 | 草2800 |          | 橫濱農林省賞典四五歲呼馬 | 60.5 | 中島時一   | 7    | 1    | 1    | 3:16.2   | （Sugenuma）      |
| 30/10/1938 | 日本     | 东京 | 草2800 |          | 5歲馬特別                | 71   | 大久保房松 | 5    | 1    | 3    | 記錄缺失 | Fine Mor          |
| 3/11/1938  | 日本     | 东京 | 草3200 | 重賞     | 秋季帝室御賞典           | 56   | 中島時一   | 8    | 1    | 1    | 3:35.2   | （Fair Mor）      |
| 12/11/1938 | 日本     | 东京 | 草2400 |          | 古呼馬                   | 72   | 津上健三   | 4    | 1    | 1    | 2:40.1   | （Kami Hikari）   |
| 27/11/1938 | 日本     | 阪神 | 草2700 |          | 古呼馬優勝               | 72   | 中島時一   | 4    | 1    | 1    | 2:56.1   | （Compactor）     |
| 11/12/1938 | 日本     | 京都 | 草2800 |          | 古呼馬                   | 75   | 中島時一   | 9    | 1    | 2    | 記錄缺失 | Daika             |
| 16/12/1938 | 日本     | 京都 | 草2600 |          | 京都四五歲牝馬特別       | 60   | 中島時一   | 3    | 1    | 1    | 2:45.2   | （Fair Mor）      |

## 退役後
退役後，久友成為了繁殖雌馬，於北海道浦河町鎌田管仲牧場休養，在1939年進行配種。首匹子嗣Miyatomo在1940年出生，可於1942年出賽。 
1946年，其被發現患上子宮內膜炎，導致1946年及1947年均未能受胎。因此，作為馬主的宮崎信太郎決定，安排久友從暫時從繁殖雌馬退役，安置其在北海道函館市的別墅中休養。 
然而在1949年，有人向宮崎提議讓久友在地方競馬的體系中復出。表面上的理由為「避免將來重生成為繁殖雌馬時，脂肪過多影響受胎，因而先進行比賽作為減重的方式」。但其實真的目的在於解決日本戰後馬匹資源短缺的情況，才需要將經已退役的馬匹重新服役。而由於當時宮崎因為海運業的不景氣陷入困境，繼續飼養久友成為一件困難的事情，因而迫於無奈同時復出的計劃。 
最終在1949年，其進入戶塚競馬場練馬師倉持十九二的馬房，進行復出的訓練。 

### 詳細繁殖資料
| 數目   | 馬名         | 出生年 | 性別 | 父系      | 練馬師         | 馬主 | 戰績          |
| ------ | ------------ | ------ | ---- | --------- | -------------- | ---- | ------------- |
| 第一匹 | Miyatomo     | 1940   | 雄   | Theft     |                |      | 記錄缺失      |
| 第二匹 | Sachitomo    | 1941   | 雄   | Theft     |                |      | 記錄缺失      |
|        | （受胎失敗） |        |      | Theft     |                |      |               |
|        | （受胎失敗） |        |      | Theft     |                |      |               |
| 第三匹 | Hisatoman    | 1944   | 雄   | Theft     |                |      | 記錄缺失      |
| 第四匹 | Bleu Ribbon  | 1945   | 雌   | Statesman | 京都・中島時一 | 桶谷 | 37戰5冠6亞7季 |
|        | （流產）     |        |      | Statesman |                |      |               |
|        | （受胎失敗） |        |      | Statesman |                |      |               |
|        | （受胎失敗） |        |      | Statesman |                |      |               |

## 第二次競賽生涯

### 16歲（現15歲）
1949年10月31日，其出戰第二次競賽生涯的收場賽事，為戶塚競馬場的E級戰，最終僅跑獲第四。
其後在D5級戰中，其展現不俗的實力，最終跑獲第二。
於4日後再度出戰賽事，轉戰柏競馬場的D5級戰，最終成功斬獲首勝，在8日後更高級的C級特別戰中不敵對手，取得第四的戰績。
於C級戰落敗的1天後，其繼續在柏競馬場降級出戰D5級優勝戰，以不俗的實力壓過對手取得星期。
其後陣營原定安排其前往浦和競馬場出賽，然而在11月19日完成訓練後返回馬房途中，其後突然倒下並死亡，享年16歲。而經過調查後，推測死因為心肌梗死。

### 詳細賽績
| 日期       | 舉辦國家 | 馬場 | 距離   | 級別 | 賽事名稱 | 負重 | 騎師       | 馬號     | 出馬     | 名次 | 時間     | 頭馬（二馬） |
| ---------- | -------- | ---- | ------ | ---- | -------- | ---- | ---------- | -------- | -------- | ---- | -------- | ------------ |
| 31/10/1949 | 日本     | 戶塚 | 泥1200 |      | E級      | 53   | 倉持十九二 | 記錄缺失 | 記錄缺失 | 4    | 記錄缺失 | 記錄缺失     |
| 4/11/1949  | 日本     | 戶塚 | 泥1200 |      | D5級     | 53   | 倉持十九二 | 記錄缺失 | 記錄缺失 | 2    | 記錄缺失 | 記錄缺失     |
| 8/11/1949  | 日本     | 柏   | 泥1400 |      | D5級     | 53   | 倉持十九二 | 記錄缺失 | 記錄缺失 | 1    | 1:35.8   | 記錄缺失     |
| 16/11/1949 | 日本     | 柏   | 泥1600 |      | C級特別  | 55   | 倉持十九二 | 記錄缺失 | 記錄缺失 | 4    | 記錄缺失 | 記錄缺失     |
| 17/11/1949 | 日本     | 柏   | 泥1600 |      | D5級優勝 | 53   | 倉持十九二 | 記錄缺失 | 記錄缺失 | 1    | 1:49.8   | 記錄缺失     |

## 血統簡介
父系Tournesol為英國賽駒，生涯曾勝出太子妃錦標，退役後被引入日本作為種馬使用，為戰前日本競馬最具代表性的一匹種馬。祖父Gainsborough為英國賽駒，生涯戰績彪炳，為1918年英國三冠得主，同時亦勝出雅士谷金盃。
母系星友為美國馬匹，因年代久遠未能查找到出賽記錄。外祖父Sir Martin為美國賽駒，生涯戰績優秀，曾勝出多項重要賽事並當選為1908年美國冠軍兩歲雄馬。

### 血统表
| 父線：Gainsborough系（Touchstone系）                                    |                             |                |                  |
| 種馬 Tournesol 1922年（棗色）                                           | Gainsborough 1915年（棗色） | Bayardo        | Bay Ronald       |
| 種馬 Tournesol 1922年（棗色）                                           | Gainsborough 1915年（棗色） | Bayardo        | Galicia          |
| 種馬 Tournesol 1922年（棗色）                                           | Gainsborough 1915年（棗色） | Rosedrop       | St Frusquin      |
| 種馬 Tournesol 1922年（棗色）                                           | Gainsborough 1915年（棗色） | Rosedrop       | Rosaline         |
| 種馬 Tournesol 1922年（棗色）                                           | Soliste 1910年（棕色）      | Prince William | Bill of Portland |
| 種馬 Tournesol 1922年（棗色）                                           | Soliste 1910年（棕色）      | Prince William | La Vierge        |
| 種馬 Tournesol 1922年（棗色）                                           | Soliste 1910年（棕色）      | Sees           | Chesterfield     |
| 種馬 Tournesol 1922年（棗色）                                           | Soliste 1910年（棕色）      | Sees           | La Goulue        |
| 繁殖雌馬 星友 1923年（栗色）                                            | Sir Martin                  | Ogden          | Kilwarlin        |
| 繁殖雌馬 星友 1923年（栗色）                                            | Sir Martin                  | Ogden          | Oriole           |
| 繁殖雌馬 星友 1923年（栗色）                                            | Sir Martin                  | Lady Sterling  | Hanover          |
| 繁殖雌馬 星友 1923年（栗色）                                            | Sir Martin                  | Lady Sterling  | Aquila           |
| 繁殖雌馬 星友 1923年（栗色）                                            | Colna 1909年（棗色）        | Collar         | St. Simon        |
| 繁殖雌馬 星友 1923年（栗色）                                            | Colna 1909年（棗色）        | Collar         | Ornament         |
| 繁殖雌馬 星友 1923年（栗色）                                            | Colna 1909年（棗色）        | Nausicaa       | Galinule         |
| 繁殖雌馬 星友 1923年（栗色）                                            | Colna 1909年（棗色）        | Nausicaa       | Verte-Grez       |
| 雌系：號族：19-b                                                        |                             |                |                  |
| 五代內近親交配：St. Simon 4×5×5、 Hampton 5×5、Galopin 5×5、Bend Or 5×5 |                             |                |                  |

## 命名由來
名字Hisatomo（ヒサトモ）出自出生地下總御料牧場代表出生年份的「久」結合母系星友名字中的「友」。

## 評價
如今，雖然和時代相近、亦赢得東京優駿并被評為殿堂馬的栗藤相比，久友已經鮮少被提及。但在當時的年代，久友實際上是同為1937年（昭和12年）經典世代的賽駒被稱為「花之12年組」，足以證明其獲得極高評價。而熟悉久友的阿久津武雄在提及久友第一次競賽生涯末年的表現時，曾提到：「簡直如入無人之境，天馬行空般的跑姿實在難以言表」，同時亦稱其為「是一匹不亞於栗藤的偉大賽駒」以及「即時是強大的栗藤，在當時的久友面前恐怕也要稍遜一籌」。

## 雌系的復興
而久友作為雌系血統仍然延續至今，其眾多後代自21世紀以來仍然活躍在賽場至上。然而在20世紀後半葉的一段時間中，其雌系血脈曾經岌岌可危，多得馬主內川正則的支持下，血脈才得以復興。
久友在第一次競賽生涯結束前往配種後，誕下一匹雌馬，亦即上述提到的Bleu Ribbon。然而Bleu Ribbon和其母系一樣，在繁殖成績方面不算良好，留下的子嗣未能跑出太多跑成績。而Bleu Ribbon的第六匹子嗣Top Ryu雖然也被政治家田中彰治購入並用於繁殖，但由於其後的黑霧事件爆發導致田中失勢，使得Top Ryu隨即被轉售。
對於久友血統的轉機出現在1967年，當年剛剛成為馬主的包裝公司老闆內村正則購入了久友的曾孫女並將其命名為Tokai Queen，最終此賽駒斬獲了六勝的戰績。以此為契機，內村開始對賽馬產生興趣，同時詳細調查了所有馬的血統。在調查過程中，其發現Tokai Queen的曾祖母久友曾勝出過東京優駿大競走，認為出自此雌系的賽駒總有一天會打誕生出偉大的賽駒。因而，內村開始購入久友的後代並對其血統進行保護，重現延續的雌系。
在數十年的努力下，久友的第5代孫、Tokai Roman終在1984年勝出優駿牝馬（日本橡樹大賽），達成了此雌系的里程碑。而在其後，Tokai Roman半妹Tokai Natural之子東海帝皇更斬獲皋月賞、東京優駿（日本打吡）、日本盃及有馬紀念四場一級賽的冠軍，同時在1995年被選為殿堂馬。東海帝皇的出現為內村帶來巨大的榮譽，同時亦實現了其一直以來復興久友雌系的願望。
此外，久友的雌系血統中，同時亦存在2001年阿根廷共和國盃冠軍、東海帝皇之半弟Tokai Oza以及1996年新潟紀念冠軍、Top Ryu之曾孫Tokai Taro。

## 外部連結
- 久友 netkeiba.com
- 血统表